# Serixia simplex
Serixia simplex är en skalbaggsart som först beskrevs av Aurivillius 1927.  Serixia simplex ingår i släktet Serixia och familjen långhorningar.
Artens utbredningsområde är Filippinerna. Inga underarter finns listade i Catalogue of Life.